# Drosophila subsilvestris
Drosophila subsilvestris là một loài ruồi trái cây phổ biến ở châu Âu, thuộc họ Drosophilidae. Nó liên hệ với rừng gỗ. Nó bay tư tháng 4 đến tháng 11, nhưng nó xuất hiện nhiều vào tháng 6 và tháng 7, và tháng 9 và tháng 10.